# Spelaeorchestia koloana
Spelaeorchestia koloana är en kräftdjursart som beskrevs av Edward Lloyd Bousfield och Howarth 1976. Spelaeorchestia koloana ingår i släktet Spelaeorchestia och familjen tångloppor. Inga underarter finns listade i Catalogue of Life.